# Amin Liew Abdullah

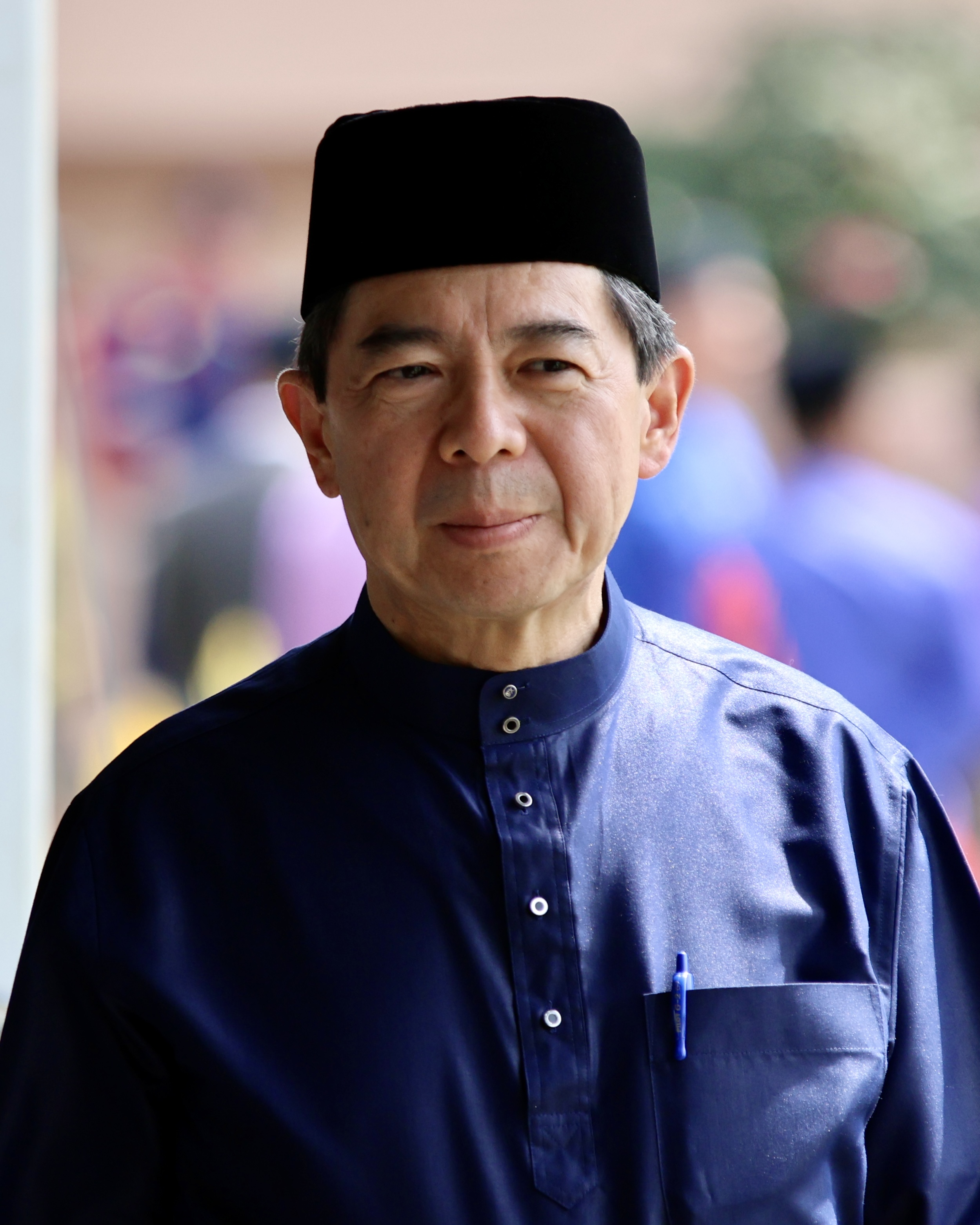
Amin Liew 2023

Mohd Amin Liew bin Abdullah (Dato Dr Amin, Geburtsname: Liew Kong Ming, chinesisch 刘光明, Pinyin Liú Guāngmíng; geb. Dezember 1962) ist ein Politiker und Geschäftsmann aus Brunei, der seit 2018 amtierender zweiter Minister für Finanzen und Wirtschaft und Minister im Büro des Premierministers (PMO) ist. Zudem ist er Vorsitzender des Brunei Economic Development Board (BEDB) und der Bank Islam Brunei Darussalam (BIBD).

## Leben

### Bildung
Amin erwarb 1984 einen Bachelor-Abschluss am Queen Mary College der Universität London sowie 1989 und 1993 einen Master-Abschluss und einen Doktortitel am Imperial College. Seit 2004 ist er Chartered Financial Analyst (CFA). Er ist auch Mitglied des CFA Singapore.

### Karriere
Bevor er der Regierung von Brunei beitrat, arbeitete Amin Mitte der 1990er Jahre als Rohölhändler für Brunei Shell Petroleum, nachdem er aus dem Vereinigten Königreich zurückgekehrt war, wo er zuvor Ende der 1980er und Anfang der 1990er Jahre als Forschungsanalyst für ICI Finance gearbeitet hatte. Amin sitzt in den Vorständen zahlreicher mit der Regierung von Brunei verbundener Unternehmen in einer Vielzahl von Branchen wie Telekommunikation, Gesundheitswesen, Gastgewerbe, Öl und Gas, Informationstechnologie und Bildung.
Amin war CEO von Darussalam Assets (DA), einer Investment-Holdinggesellschaft im Besitz des Ministeriums für Finance Corporation, Brunei Darussalam. Er war außerdem stellvertretender Finanzminister (Investitionen). Vor seinem Eintritt bei DA war Amin ab Oktober 1997 beim BIA tätig und im Mai 2005 wurde er zum geschäftsführenden Direktor der Organisation ernannt. Im Oktober 2008 wurde er zum Ständigen Sekretär (permanent secretary) des Finanzministeriums und im Ministerium für Industrie und Primärressourcen befördert (Ministry of Primary Resources and Tourism). Seine Leistung ist besonders beeindruckend, wenn man bedenkt, dass er von Prinz Jefri Bolkiah angeworben wurde, dessen Geschäft Amedeo 1998 zusammenbrach und Schulden in Höhe von ca. 16 miar US-Dollar hinterließ. Am 20. Januar 2012 wurde er zum neuen Finanz- und Geschäftsentwicklungsdirektor von Progen Holdings ernannt, nachdem der Nominierungsausschuss seine umfassenden kaufmännischen, Forschungs- und Entwicklungskompetenzen sowie seine frühere Beschäftigung beim Finanzministerium und beim Ministerium für Industrie und Primärressourcen hervorgehoben hatte. Die Ankündigung des Unternehmens zur Abberufung von Amin Liew aus dem Vorstand von Progen Holdings Ltd trat am 9. Februar 2015 in Kraft.

### Minister-Karriere
Während er ab dem 30. Januar 2018 als stellvertretender Finanzminister II fungierte, wurde er am 27. September 2018 zum Minister im Prime Ministers Office ernannt und blieb bei der Kabinettsumbildung am 7. Juni 2022 im Amt. Bei der Sitzung des Legislativrats (LegCo) 2019 empfahl er einen Staatshaushalt von 5,86 miard.  B$ für das Haushaltsjahr 2019–2020. Am 14. März 2019 erklärte er, dass die finanziellen Schwierigkeiten von CFLD (Singapore) Investment Pte Ltd dazu geführt hätten, dass der Bau der Sonderwirtschaftszone von Brunei (special economic zone) verschoben wurde.
Dato Dr Amin begrüßte Thailand Priorität im Rahmen des APEC-Finanzministerprozesses (FMP) während eines Dialogs zwischen Finanzministern und dem APEC Business Advisory Council in Bangkok, Thailand. Chan Chun Sing vertrat Singapur, während Amin am 27. August 2022 im Namen der Regierung von Brunei verschiedene Memoranda of Understanding (MoU) unterzeichnete. Die Absichtserklärungen sollen die Zusammenarbeit zwischen Singapurs Public Services Division und dem Büro des Premierministers von Brunei ausbauen. Schon zuvor, am 7. August, hatte er in einem virtuellen Treffen mit Yeo Han-koo (여한구; Hanja: 呂翰九) seine Unterstützung ausgedrückt und Seouls vorgeschlagenen Antrag auf Mitgliedschaft im Comprehensive and Progressive Agreement for Trans-Pacific Partnership (CPTPP) gelobt und versprochen, sich aktiv für dessen Aufnahme einzusetzen. Beide Seiten erzielten eine Vereinbarung zur Steigerung bilateralen Handels und Investitionen sowie zur Zusammenarbeit in zukunftsweisenden Geschäftssektoren, wie digitalem Handel und zur Eindämmung des Klimawandels.
In der neu eingerichteten Corporate Lounge von Takaful Brunei, welche sich in der TBA-Zentrale in Beribi befindet, stellte die Vereinigung offiziell die Takaful Brunei Corporate vor, die nur Firmeninhabern und Unternehmen zur Verfügung steht. In seiner Position als Vorsitzender von Takaful Brunei und deren Tochtergesellschaften Takaful Brunei Am (TBA) und Takaful Brunei Keluarga (TBK) leitete Amin Liew die Zeremonie.

## Familie
Dato Amin Liew ist verheiratet mit Pengiran Datin Hajah Noor Yashimah binti Pengiran Anak Haji Hashim.

## Ehrungen
Dato Amin hat folgende Ehrungen erhalten:
- Order of Setia Negara Brunei 1. Klasse (PSNB; 15. Juli 2018) – Dato Seri Setia[25]
- Order of Seri Paduka Mahkota Brunei 1. Klasse (SPMB; 15. Juli 2017) – Dato Seri Paduka[26]